# 亚历山大·沙波瓦尔
亚历山大·尼古拉耶维奇·沙波瓦尔（烏克蘭語：Олександр Миколайович Шаповал，1975年2月9日—2022年9月12日），乌克兰芭蕾舞演员。

## 生平
1975年2月9日出生于基辅。曾任國立烏克蘭歌劇院芭蕾舞演员、基辅国立舞蹈学院教师。2013年获乌克兰功勋艺术家荣誉称号。
2022年，他自愿加入烏克蘭國土防禦部隊，编入第112旅，参加俄乌战争。9月12日，他在顿涅茨克州霍尔利夫卡马约尔斯克附近的战斗中陣亡。